# Tagging
L'attività di tagging (o taggatura per analogia con etichettatura; dall'inglese tag per "contrassegno", "etichetta") consiste nell'attribuzione di una o più parole chiave, dette tag, che individuano l'argomento di cui si sta trattando, a documenti o, più in generale, file su internet.
È un'attività sempre più diffusa su tutti i siti per catalogarli meglio e proporre altre informazioni correlate agli utenti.
Molti software per gestire blog supportano gli standard che si sono sviluppati attorno ai tag, in modo che gestendo contenuti si memorizzino subito le parole chiave.

## Tagging e folksonomia
Le attività di tagging sono strettamente connesse al social bookmarking e allo sviluppo di folksonomie, cioè di categorizzazioni delle informazioni da parte di comunità di utenti. L'impiego su larga scala di questi strumenti può rendere possibile la definizione, su base non gerarchica, di convenzioni nella classificazione dei contenuti.

## Geotagging
Le parole chiave che descrivono elementi geografici possono essere riunite sotto la denominazione geotagging, che consente di descrivere elementi culturali e soprattutto di identificare fisicamente nello spazio quanto pubblicato sul web. Ad esempio, in Flickr si sono sviluppati geotags spontanei molto utilizzati, mentre altri esempi correnti di geotagging sono Panoramio, Picasa.